# 尚墨玲
尚墨玲，原中共中央宣传部宣教处处长，2007年升任中共中央宣传部新闻局副局长。为著名经济学家、原新华社、《人民日报》记者和编辑、《山西日报》总编辑、中共山西省委、安徽省委副秘书长兼政策研究室主任、国务院发展研究中心副主任吴象（原名吴大智）之子媳。